# Шумадия
Шумадия (на сръбски: Шумадија или Šumadija) е историко-географска и етнографска област в Сърбия, разположена в централната част на страната.

## География

### Природа
Всред зелените гори могат да се видят пръснатите колиби и къщурки на шумадийци от едно време – изградени от камък, варосани и оградени от овощни градини със сливи, череши, вишни и гъсто посяти царевични ниви. 

### Стопанство
В началото на 20 век, Шумадия осъществява половината от световния износ на сливи, а областта става популярна със сливовата си ракия, известна като сливовица.

## История
Природните дадености обуславят сръбските поселения в областта, поради традиционния сръбски бит, свързан най-вече със скотовъдството, а ѝ първоначалните сръбски поселения на Балканския полуостров са все в мъчнодостъпни и планински райони.  Голяма част от топонимията в областта е от български произход.

Ето какво пише през тази 1841 година Бланки за сръбските въстания в „сърцето на Сърбия“: 
| „ | ..., в самото сърце на страната непроходимите гори на местността Шумадия предоставят на участниците в съпротивителното движение сигурно укритие, а връх Рудник е последното им убежище в случай на пълно поражение. Именно тази конфигурация на страната е улеснила сърбите да отвоюват своята независимост и ги е превърнала днес в така обезпокоителни васали на турците. Ако сърбите не бяха господари на огромните дъбови и букови гори, в които са укривали семействата си по време на войната и са изхранвали добитъка си, те щяха да се превърнат в земеделци като българите, и като тях щяха да търпят поражения, докато от височината на централното плато, защитено от пограничните планини, те неотстъпно наблюдават и заплашват цяла Румелия. | “ |

## Етнография
Вследствие от тази политика областта в над 80 % e заселена от ново сръбско население от по-южните земи – основно от Херцеговина.